# 파필로데르마 알토나가이
파필로데르마 알토나가이(Papilloderma altonagai)는 공기 호흡하는 육상 민달팽이 종의 하나로, 비공식군 병안류에 속하는 육상 유폐류 복족류 연체동물이다.
파필로데르마 알토나가이는 파필로데르마속(Papilloderma)의 유일종이며, 파필로데르마속은 파필로데르마과(Papillodermatidae)의 유일속이고, 파필로데르마과는 연속적으로 파필로데르마상과(Papillodermatoidea) 의 유일한 과이다.
이 종은 스페인 북부의 토착종이다.